# Hoyt Axton
Hoyt Wayne Axton (* 25. März 1938 in Comanche, Oklahoma; † 26. Oktober 1999 in Helena, Montana) war ein US-amerikanischer Country-Sänger, Songwriter und Schauspieler.

## Leben
Hoyt Axton war Sohn der bekannten Songwriterin Mae Boren Axton, die als Koautorin an Elvis Presleys Hit Heartbreak Hotel beteiligt war. Hoyt erhielt eine umfassende musikalische Ausbildung. Nach seiner Militärzeit begann er in den späten 1950er Jahren als Folksänger an der amerikanischen Westküste.
1962 schrieb er gemeinsam mit Ken Ramsey Greenback Dollar, mit dem das Kingston Trio einen Hit erzielte. Dieser Erfolg brachte ihm zwar kein Geld, dafür aber einen Schallplattenvertrag mit dem Horizon-Label ein. In schneller Folge wurden die Alben The Balladeer und Thunder ‘n Lightnin’ veröffentlicht. 1968 wurde sein Song The Pusher von der Rockband Steppenwolf zum Hit gemacht und im Film Easy Rider verwendet. Er wechselte mehrfach das Label und spielte weitere Alben ein. Erfolg hatte er allerdings zunächst nur als Songwriter. 1969 gelang der Band Three Dog Night mit seinem Joy To The World ein Welthit. Außerdem griffen zahlreiche Stars der Country-Musik auf sein Material zurück.
Nach weiteren Label-Wechseln unterschrieb er 1974 bei A & M. Hier gelangen ihm mit When The Morning Comes und Boney Fingers erstmals eigene Hits. 1979 gründete er sein eigenes Label, Jeremiah. Hier schaffte er mit  Della And The Dealer einen weiteren Top-10-Hit. Neben seinen musikalischen Aktivitäten wirkte er in mehreren Filmen und Fernsehserien mit, wobei er einen seiner ersten Auftritte 1965 in der Episode Unvergessene Lieder aus der Serie Bonanza hatte. Zwei seiner bekanntesten Filmrollen übernahm er in dem Pferdedrama Der schwarze Hengst (1979) sowie als trotteliger Familienvater in der Horrorkomödie Gremlins – Kleine Monster (1984) unter Regie von Joe Dante.
1995 erlitt der stark übergewichtige Axton einen Herzinfarkt. Er erholte sich aber nie vollständig. Hoyt Axton starb nach mehreren weiteren Herzinfarkten am 26. Oktober 1999.

## Diskografie

### Alben
| Jahr | Titel Musiklabel                 | Höchstplatzierung, Gesamtwochen, AuszeichnungChartplatzierungen (Jahr, Titel, Musiklabel, Platzierungen, Wochen, Auszeichnungen, Anmerkungen) | Höchstplatzierung, Gesamtwochen, AuszeichnungChartplatzierungen (Jahr, Titel, Musiklabel, Platzierungen, Wochen, Auszeichnungen, Anmerkungen) | Anmerkungen |
| Jahr | Titel Musiklabel                 | US | Country | Anmerkungen |
| ---- | -------------------------------- | --- | --- | ----------- |
| 1974 | Life Machine A&M                 | — | Country21 (7 Wo.)Country |             |
| 1975 | Southbound A&M                   | US188 (2 Wo.)US | Country27 (6 Wo.)Country |             |
| 1976 | Fearless A&M                     | US171 (4 Wo.)US | Country26 (14 Wo.)Country |             |
| 1977 | Snowblind Friend MCA             | — | Country36 (11 Wo.)Country |             |
| 1978 | Road Songs A&M                   | — | Country40 (5 Wo.)Country |             |
| 1978 | Free Sailin’ MCA                 | — | Country42 (5 Wo.)Country |             |
| 1979 | A Rusty Old Halo Jeremiah        | — | Country27 (40 Wo.)Country |             |
| 1980 | Where Did The Money Go? Jeremiah | — | Country31 (31 Wo.)Country |             |
| 1981 | Live! Jeremiah                   | — | Country30 (41 Wo.)Country |             |
| 1982 | Pistol Packin’ Mama Jeremiah     | — | Country41 (15 Wo.)Country |             |

Weitere Alben
- 1962: The Balladeer (Horizon)
- 1963: Thunder’ n Lightnin’ (Horizon)
- 1963: Saturday’s Child (Horizon)
- 1964: Hoyt Axton Explodes! (Vee-jay)
- 1965: Mr. Greenback Dollar Man (Surrey)
- 1966: Hoyt Axton Sings Bessie Smith (Exodus)
- 1969: My Griffin Is Gone (Columbia)
- 1971: Joy To The World (Capitol)
- 1971: Country Anthem (Capitol)
- 1973: Less Than The Song (A&M)
- 1984: American Dreams (Jeremiah)
- 1990: Spin Of The Wheel (dpi)
- 1995: Jeremiah Was A Bullfrog (Youngheart Music)

### Singles
| Jahr | Titel Album                                     | Höchstplatzierung, Gesamtwochen, AuszeichnungChartplatzierungen (Jahr, Titel, Album, Platzierungen, Wochen, Auszeichnungen, Anmerkungen) | Höchstplatzierung, Gesamtwochen, AuszeichnungChartplatzierungen (Jahr, Titel, Album, Platzierungen, Wochen, Auszeichnungen, Anmerkungen) | Anmerkungen        |
| Jahr | Titel Album                                     | US | Country | Anmerkungen        |
| ---- | ----------------------------------------------- | --- | --- | ------------------ |
| 1974 | When The Morning Comes Life Machine             | US54 (6 Wo.)US | Country10 (15 Wo.)Country | mit Linda Ronstadt |
| 1974 | Boney Fingers Life Machine                      | — | Country8 (16 Wo.)Country | mit Renee Armand   |
| 1975 | Nashville Southbound                            | — | Country61 (9 Wo.)Country |                    |
| 1975 | Lion in the Winter Southbound                   | — | Country57 (7 Wo.)Country | mit Linda Ronstadt |
| 1976 | Flash of Fire Fearless                          | — | Country18 (14 Wo.)Country |                    |
| 1977 | You’re the Hangnail in My Life Snowblind Friend | — | Country57 (7 Wo.)Country |                    |
| 1977 | Little White Moon Snowblind Friend              | — | Country65 (6 Wo.)Country |                    |
| 1979 | Della and the Dealer A Rusty Old Halo           | — | Country17 (15 Wo.)Country |                    |
| 1979 | A Rusty Old Halo                                | — | Country14 (14 Wo.)Country |                    |
| 1980 | Wild Bull Rider A Rusty Old Halo                | — | Country21 (12 Wo.)Country |                    |
| 1980 | Evangelina (1980) A Rusty Old Halo              | — | Country37 (12 Wo.)Country |                    |
| 1980 | Where Did the Money Go                          | — | Country80 (3 Wo.)Country |                    |
| 1981 | Flo’s Yellow Rose –                             | — | Country78 (3 Wo.)Country |                    |
| 1981 | The Devil Live!                                 | — | Country86 (4 Wo.)Country |                    |

Weitere Singles
- 1963: Greenback Dollar
- 1973: Sweet Misery
- 1975: Speed Trap
- 1975: In a Young Girl’s Mind
- 1976: Evangelina
- 1980: Boozers Are Losers (When Benders Don’t End)
- 1981: (We’ve Got To) Win This One
- 1982: (When You Dance) You Do Not Tango
- 1982: There Stands the Glass
- 1982: Pistol Packin’ Mama
- 1983: Warm Storms and Wild Flowers
- 1983: If You’re a Cowboy

## Filmografie (Auswahl)
- 1965: Smoky, Freund aus der Wildnis (Smokey)
- 1979: Der schwarze Hengst (The Black Stallion)
- 1982: Durchgebrannt aus Liebe (Liar’s Moon)
- 1982: Der schleichende Tod (Endangered Species)
- 1983: … und wenn der letzte Reifen platzt (Heart Like a Wheel)
- 1983: Der schwarze Hengst kehrt zurück (The Black Stallion Returns)
- 1984: Gremlins – Kleine Monster (Gremlins)
- 1987: Retribution – Die Rückkehr des Unbegreiflichen (Retribution)
- 1987: Und plötzlich war Weihnachten (Christmas Comes to Willow Creek)
- 1988: Desperado 3 – Ritt in die Hölle (Desperado: Avalanche at Devils Ridge)
- 1989: Wir sind keine Engel (We’re No Angels)
- 1989: Im Tresor ist die Hölle los (Disorganized Crime)
- 1990: Buried Alive – Lebendig begraben (Buried Alive, Fernsehfilm)
- 1993: Doorways – Die vierte Dimension (Doorways, Fernsehfilm)
- 1995: Kingfish (Fernsehfilm)
- 1998: Killer Kobra – Der Tod steht Schlange (King Cobra)